# Elias Kotsios
Elias Kotsios, född 25 april 1977 i Larissa, Grekland, är en grekisk fotbollsspelare.
Kotsios har spelat i klubben OFI Kreta sedan 2015 och har tidigare spelat i bland annat AEL 1964 och Panathinaikos.